# Louis Bouchet
Pour les articles homonymes, voir Bouchet.
Louis Bouchet était un cheminot et résistant français né le 23 octobre 1901 à Paris 18e et fusillé le 22 août 1944 à Vincennes.
Il était ingénieur du métro parisien à la station Bel-Air. Lors de l'occupation allemande, il s'engage dans la résistance et devient membre du réseau FTP-Metro (Section des Francs-tireurs et partisans du métro parisien), sous le nom du « Commandant Arthur ».
Il sera arrêté en 1944 par la Gestapo et fusillé par les SS dans les fossés du Fort Neuf de Vincennes.
Il laisse une veuve, Madeleine, qui sera Présidente des œuvres sociales de la R.A.T.P., et deux enfants.
Une plaque commémorative portant son nom se trouve à la station de métro Château de Vincennes « A la mémoire de nos camarades du Métropolitain fusillés par les Allemands au Fort de Vincennes, le 22/8/1944 ».